# Kuntz Memorial Soccer Stadium
El Kuntz Memorial Soccer Stadium es una instalación de fútbol al aire libre ubicada en Indianápolis.
Es la ubicación de las finales de fútbol de la Asociación Atlética de Escuelas Secundarias de Indiana. Contiene dos campos de juego regulados por la FIFA y tiene capacidad para 5.257 personas.
En esta instalación se han jugado varios juegos de campeonato. Fue el sitio del torneo de fútbol de los Juegos Panamericanos de 1987 y tres finales de la U.S. Open Cup.
La selección de fútbol de los Estados Unidos jugó tres partidos aquí en 1987 y 1988.